# Croix potencée

Croix potencée

Une croix potencée alias croix à béquilles (☩, Unicode U+2629) est une croix aux bras égaux composée de croix en tau, d'où son nom (potencée : terminée par une double potence, en forme de T).

## Histoire

Blason du Royaume de Jérusalem

La croix potencée a été adoptée par Godefroy de Bouillon pour le Royaume de Jérusalem, dont le blason est d'argent, à la croix potencée d'or, cantonnée de quatre croisettes du même.
Elle fut ensuite reprise par le Père Sevin en 1916 comme signe de reconnaissance pour ses scouts belges qui ne pouvaient porter d'uniforme, le scoutisme étant interdit par l'armée allemande occupant le pays. Lors de la fondation de la Fédération nationale catholique des scouts de France en 1920, ce symbole fut choisi comme insigne et se répandit ensuite rapidement parmi les autres organisations scoutes étrangères. De ce fait, la croix potencée est généralement considérée comme le signe distinctif des organisations scoutes catholiques. Cette croix est accompagnée d’une fleur de lys, symbole mondial du scoutisme masculin mais qui employée seule pouvait être prise en France pour un symbole politique (royalisme ; plus spécialement elle était arborée pendant l’entre-deux-guerres par les « camelots du roi » de l’Action française).  

Étendard des « Scouts de France » (1940).
Logo des « Scouts et Guides de France ».
Logo des « Scouts unitaires de France » (SUF).
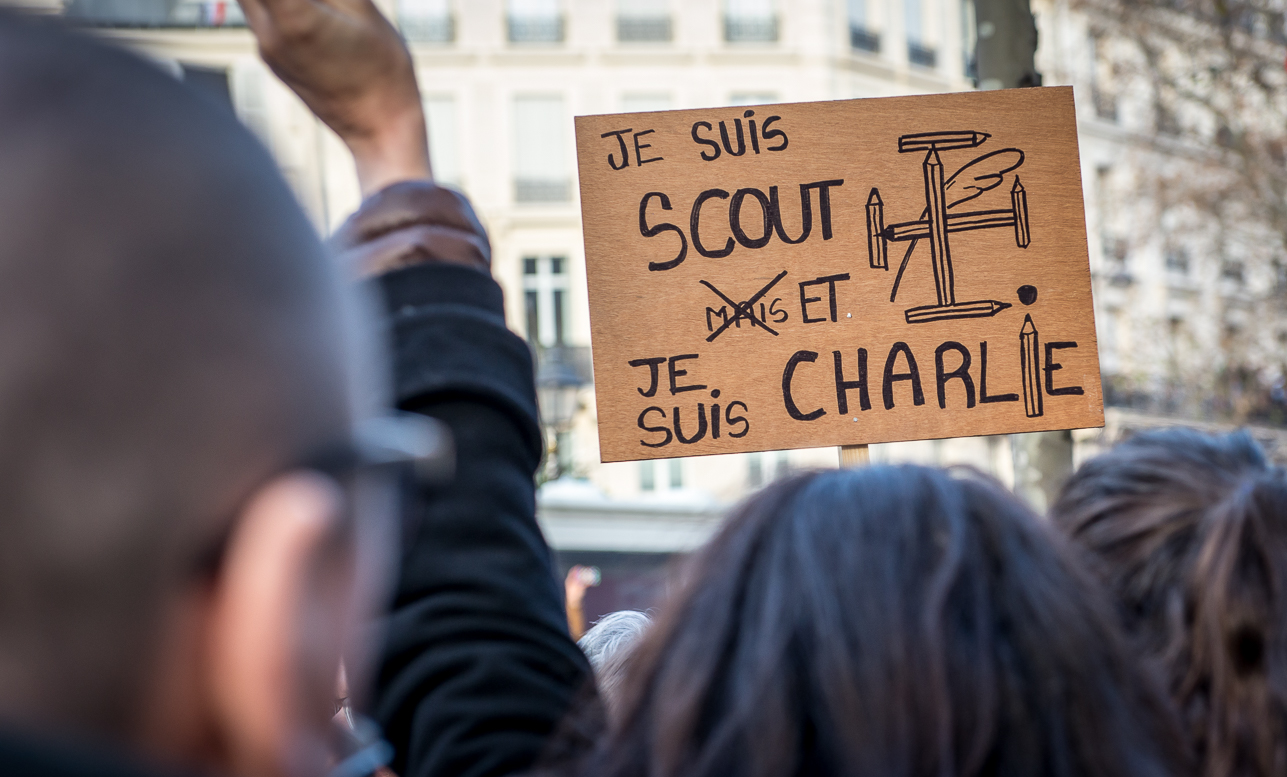
Manifestation du 11 janvier 2015 à Paris : « Je suis scout et je suis Charlie ».

En Autriche, la croix potencée est utilisée dans les décorations et la monnaie divisionnaire après la Grande Guerre avant de devenir l’emblème du Front patriotique autrichien (fondé en 1933 par Engelbert Dollfuss), puis de l’État-parti dirigé par ce parti. 

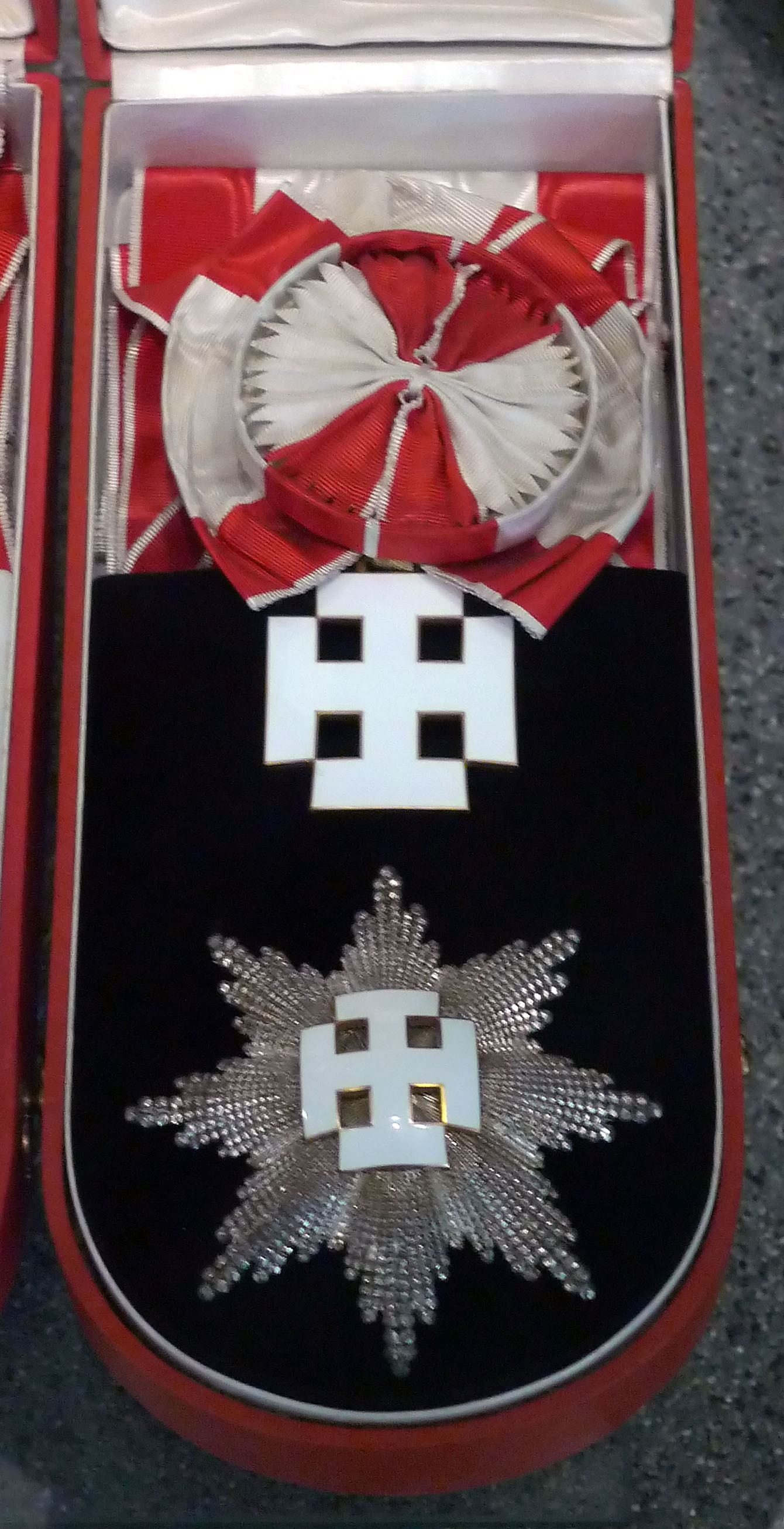
Décoration autrichienne (1922).
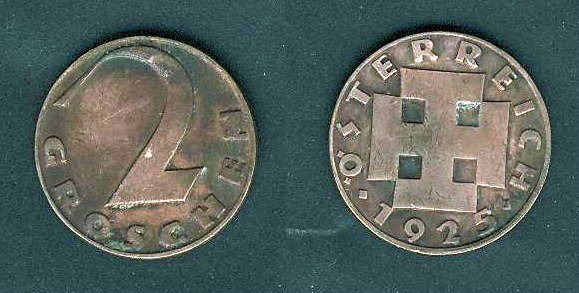
Pièce de 2 Groschen (Autriche, 1925).
Un des drapeaux en usage en Autriche sous le Front patriotique.
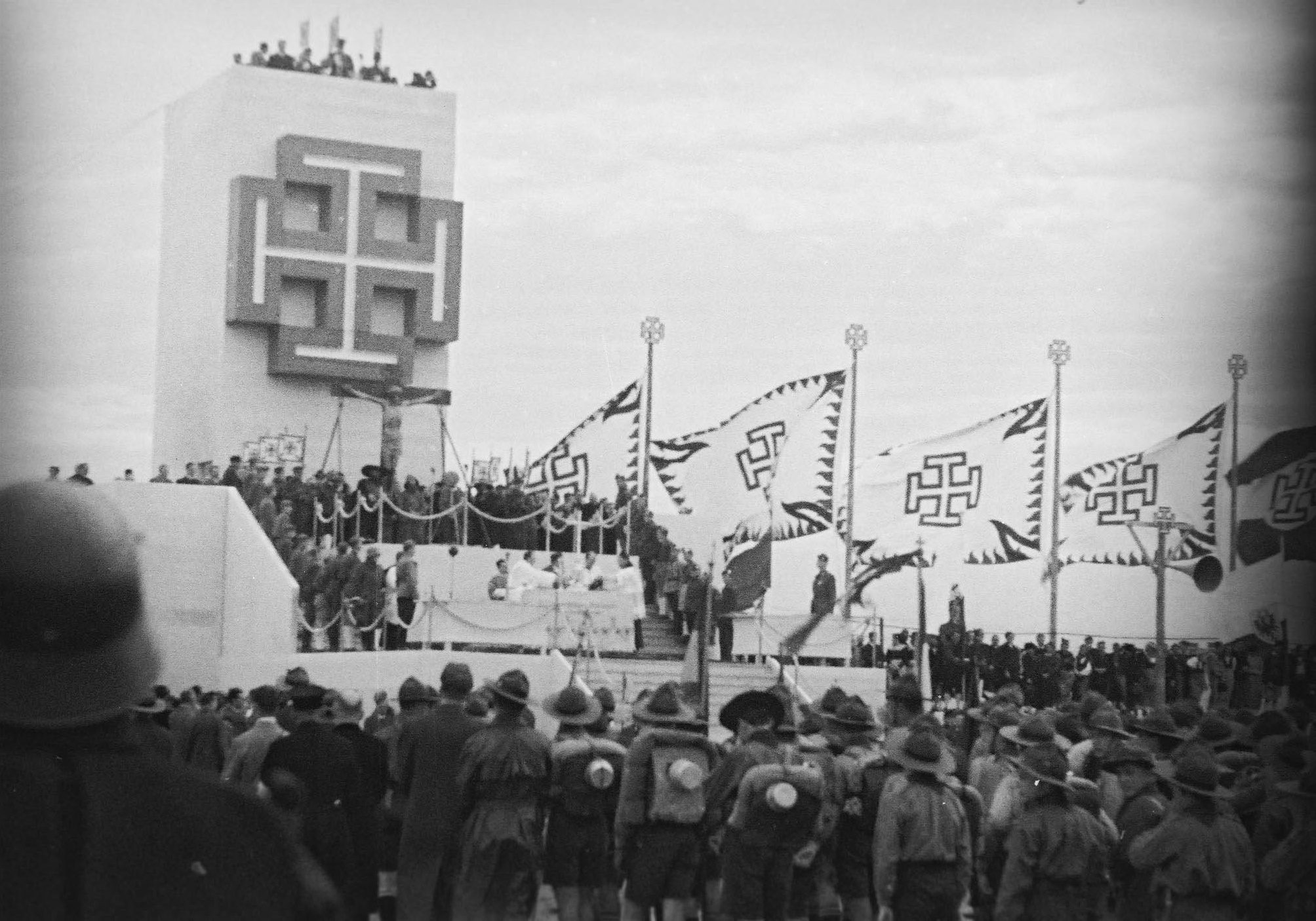
Tribune d’un meeting du Front patriotique (1936).
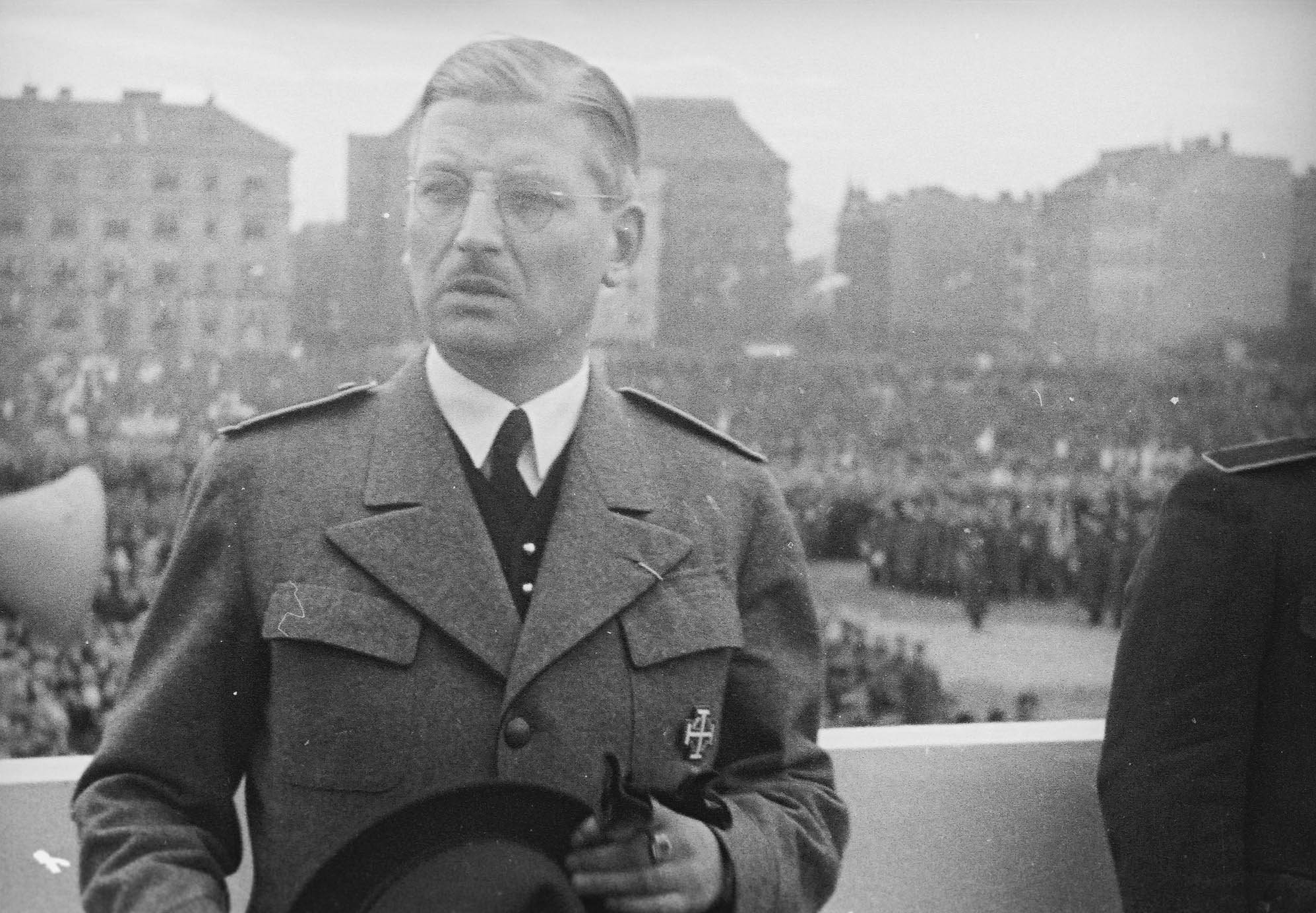
Kurt von Schuschnigg arborant la croix potencée sur sa veste.